# Sándor Magyar
'Sándor Magyar, född 25 oktober 1907 i Budapest, död 17 maj 1983 i Zürich, var en ungersk ishockeyspelare. Han var med i det ungerska ishockeylandslaget som kom på elfte plats, vilket innebar sista plats, i Olympiska vinterspelen 1928 i Sankt Moritz. Han medverkade också i Olympiska vinterspelen 1936 i Garmisch-Partenkirchen, då kom laget på delad sjundeplats. 